# Dirka po Franciji 1975
| Mesto | Ime                  | Država     | Čas          |
| ----- | -------------------- | ---------- | ------------ |
| 1     | Bernard Thévenet     | Francija   | 114h 35' 31" |
| 2     | Eddy Merckx          | Belgija    | 2' 47"       |
| 3     | Lucien Van Impe      | Belgija    | 5' 01"       |
| 4     | Joop Zoetemelk       | Nizozemska | 6' 42"       |
| 5     | Vicente Lopez-Carril | Španija    | 19' 29"      |
| 6     | Felice Gimondi       | Italija    | 23' 05"      |
| 7     | Francesco Moser      | Italija    | 24' 13"      |
| 8     | Josef Fuchs          | Švica      | 25' 51"      |
| 9     | Edouard Janssens     | Belgija    | 32' 01"      |
| 10    | Pedro Torres         | Španija    | 35' 36"      |

Dirka po Franciji 1975 je bila 62. dirka po Franciji, ki je potekala leta 1975.

## Pregled
| Kategorije                          | Podatki           |
| ----------------------------------- | ----------------- |
| Začetek-konec                       | Charleroi - Pariz |
| Dolžina (km)                        | 3.999             |
| Število etap                        | 22                |
| Povprečna hitrost zmagovalca (km/h) | 34,906            |
| Kolesarjev                          | 140               |
| Tekmo končalo                       | 86                |